# Cutina (biopolímer)
La cutina és un biopolímer insoluble tipus polièster, un component essencial de les làmines cel·lulòsiques externes de les parets epidèrmiques gruixudes a la part aèria de les plantes. Com a part de la cutícula, en ser quasi impermeable a l'aigua, protegeix les fulles contra l'evaporació o l'absorció d'aigua i altres substàncies nocives. Força resistent, la seva biodegradació és possible per l'enzim cutinasa, excretat per certs fongs i bacteris fitopatogens.
A més de l'omnipresent cutina, certes plantes també tenen cutana, amb una funció semblant, però molt menys freqüent.

## Cutina sintètica
En un projecte del Consell Superior d'Investigacions Científiques, la Universitat de Màlaga va reeixir a sintetitzar polièster de polialeurat, un material que mimetitza la cutina. El material es pot obtenir a partir de residus orgànics de la indústria de verdura i plantes. És un polímer emmotllable i com el seu model natural sense toxicitat i biodegradable.